# 铜仁两极虫
铜仁两极虫（学名：Myxidium tongrenensis）为两极科两极虫属的动物。在中国，分布于贵州等，营寄生生活，寄生在银色颌须鮈的胆囊。